# Mortier de 280 mm Schneider
Le mortier de 280 TR modèle 1914 Schneider était un mortier de siège construit en petite série par Schneider et Cie. Utilisé principalement par la France durant la Grande Guerre, une quarantaine d'exemplaires fut vendue à l'Empire de Russie pour servir, entre autres, durant la guerre civile russe et la guerre russo-polonaise sous la dénomination de 11 дм. осадная мортира обр. 1912 г. (« mortier de siège de 11 pouces modèle 1912 ») ou plus communément 280-мм мортира Шнейдера образца 1914/15 гг. (« mortier Schneider de 280 mm modèle 1914/15 »). Une version chambrée en calibre 24 cm fut créée à la demande de l'US Army, désignée M1918 240 mm Howitzer (en), mais ne fut pas terminée avant la fin de la Guerre.
Contrairement à sa dénomination officielle, il conviendrait plutôt d'utiliser le terme d'« obusier » au lieu de « mortier » en raison de ses caractéristiques techniques (chargement par la culasse au lieu de la bouche et longueur en calibre inférieure à L/20).

## Contexte
L'artillerie du XIXe siècle fut souvent divisée en deux types : l'artillerie dite « de campagne », plus conventionnelle, accompagnant l'infanterie sur le champ de bataille et l'artillerie « de siège » utilisée pour réduire les positions fortifiées ennemies. Ce dernier type était caractérisé par des armes de gros calibre nécessitant un important déploiement logistique. L'efficacité de l'artillerie de siège fut mise en lumière lors du siège de Port-Arthur (mai 1904) durant lequel l'Armée impériale japonaise déploya contre les fortifications et navires de guerre russes, des mortiers lourds de 28 cm, conçus par la firme anglaise Armstrong. Ce détail de l'histoire n'échappa pas aux Russes qui approchèrent, dès 1909, la société Schneider et Cie pour concevoir un obusier de siège de calibre 11 pouces (279,4 mm) TR (à tir rapide) ayant une portée de 6 000 m afin d'améliorer l'artillerie du Tsar.
Le prototype de Schneider, issu de son usine du Creusot, fut livré à l'Armée impériale russe pour essais en 1912 sous le nom de 11 дм. осадная мортира обр. 1912 г. (mortier de siège de 11 pouces modèle 1912). Ce nouvel obusier fut testé face à des cibles fortifiées spécialement construites pour l'occasion, sur le polygone de tir de l’île de Berezan du fleuve Dniepr (Russie). Ces essais sont connus sous le nom d'« expériences d’Otchakoff ». Bien que les projectiles ne fussent pas capables de percer des fortifications modernes renforcées, les performances générales du concept furent jugées satisfaisantes. Ainsi, la Russie commanda 16 exemplaires à Schneider qui furent fournis en 1915 sous la désignation de officielle de 280-мм мортира Шнейдера образца 1914/15 гг. (mortier Schneider de 280 mm modèle 1914/15).
Durant cette période, l'Armée de terre française fut également intéressée par le concept pour remplacer ses vieux mortiers de 270 de Bange modèle 1885. L'Assemblée nationale hésita jusqu'en 1913 avant d'autoriser une commande de18 pièces, au moment où il était évident que l'Europe allait basculer dans la guerre. Initialement, les canons français devaient être en calibre 280 mm mais furent finalement construits sous la norme russe 279,4 mm. Bien que le calibre soit identique, les pièces russes et françaises présentent des différences, notamment au niveau de la culasse. À la suite de retards en partie dus à la mobilisation générale d'août 1914, les premiers obusiers français furent livrés à la fin de 1915.

## Conception
Le mortier de 280 modèle 1914 Schneider était un obusier de siège de conception classique pour son époque, avec culasse à filetage interrompu type de Bange. Afin de compenser le fort recul induit par le calibre, un système d'absorption hydropneumatique, existant sur les autres pièces d'artillerie françaises, était monté sur le canon. Ce canon de 12 calibres de longueur (L/12) autorisait une vitesse de sortie initiale des projectiles de 418 m/s pour une portée maximale de 10 950 m. Contrairement aux autres armes de siège contemporaines, dont les pivots étaient positionnés très haut sur le tube pour permettre d'absorber le recul lors des angles de tir élevés, le 280 mm modèle 1914 nécessitait de creuser une fosse sous la plaque de base pour accueillir la course de recul du canon. En contrepartie, cette pièce d'artillerie n'avait pas besoin d'une large plaque de base pour sa stabilité mais seulement d'une paire de bras articulés terminées par des plaques carrées. Optionnellement, un bouclier pouvait être monté.

### Composants

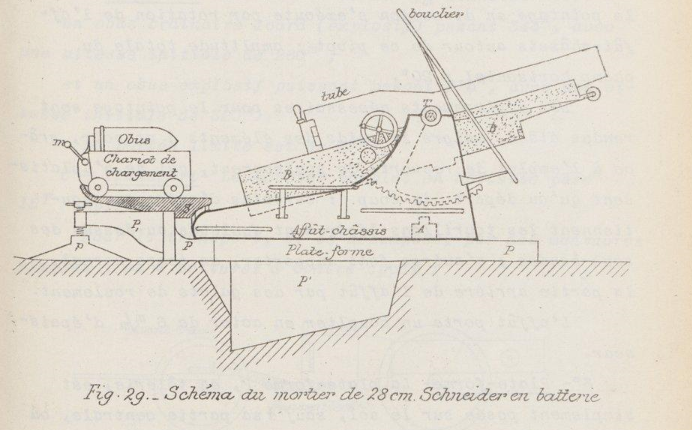
Schéma du mortier Schneider de 280 mm en batterie. Voir détail ci-dessous.

#### Bouche à feu
La bouche à feu en acier est composée d'un tube renforcée sur toute sa longueur par deux manchons : le manchon de volée et le manchon de culasse portant chacun une agrafe destinée à réunir le mortier au traineau.
La fermeture de culasse est à obturateur plastique, à vis à filet interrompu, à manœuvre rapide par un seul mouvement continu d'un levier.
Un appareil de mise à feu à répétition qui peut être actionné soit directement sous par l'intermédiaire d'un cordeau tire-feu permettant au pointeur de « mettre le feu » sous tous les angles de tir.

#### Traîneau
Le traîneau est constitué par un bloc en acier dans lequel sont aménagés les logements des freins et du récupérateur pneumatique. Il est fixé au mortier par des agrafes et un dispositif de calage à vis permettant son transport en voiture et sa mise en batterie. Il porte sur sa partie supérieure des glissières garnies de bronze pour le recul sur le berceau.
Les deux freins hydrauliques à contre-tige centrale, indépendants du récupérateur, sont munis de modérateurs de rentrée en batterie.
Le récupérateur pneumatique est composé d'un cylindre, au-dessus duquel sont placés deux réservoirs à air, communiquant avec le cylindre par des conduits percés dans le traîneau.

#### Berceau (B)
Le berceau en tôle d'acier porte sur sa partie supérieure les glissières sur lesquelles recule le traîneau. Il est renforcé en son milieu par une entretoise portant les tourillons, qui reposent dans les sous bandes de l'affût. Vers l'avant du berceau sont fixés les tiges des pistons de freins et de récupérateurs.

#### Affût-châssis
L'affût supporte l'ensemble de la masse oscillante (berceau, traîneau et bouche à feu) et est formé de deux flasques en tôle reposant sur un plancher de même matière. Les flasques et le plancher sont reliés à l'avant et à l'arrière par des entretoises. Chacune est munie sur sa partie supérieure de sous-bandes et de sus-bandes pour les tourillons du berceau.
Chaque sous-bande porte une couronne de galets montée sur ressort qui supportent le berceau et réduisent les efforts de manœuvre pendant les mouvements de pointage et de retour à la position de chargement.
L'affût repose sur une plateforme, fixée à l'avant par un pivot et à l'arrière sur son chemin de roulement au moyen de deux galets à effacement fixés aux flasques et montés sur ressort.
Un boulon à écrou logé dans ce pivot avant et deux agrafes placées à l'arrière des flasques fixent l'ensemble. Des marche-pieds mobiles, placés à droite et gauche de l'affût permettent aux servants de manœuvrer facilement.

#### Mécanisme de chargement (S)
Le chargement du mortier doit se faire sous un angle de  +10°. Le système de chargement est composé de deux parties :
- le chariot portant l'appareil de refoulement permettant de pousser l'obus dans la culasse ;
- la console de queue d'affût fixée à l'affût par un axe demi cylindrique et portant la potence de chargement.

La bouche à feu est amenée dans la position déterminée et la culasse ouverte, le chariot chargé est poussé derrière le mortier où il se verrouille automatiquement.
En actionnant les manivelles de la chaîne, le projectile de 250 kg est foulé dans la chambre et bloqué à sa position de chargement.
Cette opération terminée, la chaîne de refoulement rentrée, le chariot est ramené sur la console à l'arrière de l'affût pour être chargé à nouveau.

#### Plateforme (P)
La plateforme sur laquelle repose l'affût, en tôle d'acier, est simplement posée sur le sol. Elle porte à l'avant le pivot de liaison avec l'affût, à l'arrière une circulaire d'agrafage donnant également appui à l'affût pendant le tir, et le chemin de roulement de galets pendant le pointage de direction.
Le dessous de la plateforme est muni d'un coffre de tôlerie, ouvert sur sa partie supérieure, dans lequel pénètre le mortier pendant le recul.
Sur l'arrière du coffre est fixée une bêche s'opposant à la force de recul de l'ensemble.
À l'arrière de la plateforme sont installés deux volets articulés (ou arcs-boutants), munis à leurs extrémités d'une vis de calage reposant sur un plateau de calage.

#### Bouclier
Le bouclier destiné à protéger les servants, en deux parties, est en tôle d'acier de 6 mm d'épaisseur. Il est fixé à l'avant de l'affût par des supports qui permettent le démontage rapide pour le transport et la mise en batterie.

#### Transport des munitions
Les magasins à munitions sont établis, suivant la situation du terrain, à une distance plus ou moins grande de la batterie. Les munitions sont amenées du magasin aux pièces à l'aide de wagonnets circulant sur une voie de 60 cm d'écartement, dite « Decauville ». Chaque wagonnet transporte deux projectiles et deux gargousses de poudre.
Le transbordement des projectiles des wagonnets au chariot de chargement se fait à l'aide de la potence de chargement de la console de queue d'affût.

#### Mise en position de tir
Lorsque le matériel est en batterie, la plateforme est enfoncée dans une fosse creusée à cet effet dans le sol. La mise en place de cette arme nécessitait de creuser une fosse de recul d'une dimension de 2,1 × 1,8 × 0,9 m. Une boîte en tôle de mêmes dimensions était disposée dans ce trou pour prévenir de l'effondrement des parois.
L'affût est relié à la plateforme. Le berceau repose par ses tourillons sur l'affût et supporte l'ensemble du mortier et du traîneau.
L'amplitude de pointage vertical s'étend de +10° à +60° : la plateforme doit alors avoir été orientée lors de la mise en batterie dans la direction de tir. Pour le réglage en direction, l'affût peut prendre un déplacement latéral de 9° de part et d'autre de l'axe de la plateforme. Les tables de tir parlent de tir plongeant pour une élévation de 24° à 40° et vertical de 60° à 46°. Dans des conditions idéales, La séquence d'assemblage durait entre 6 et 8 heures, mais pouvait aller jusqu'à 18 h sur un terrain difficile.

### Transport
Pour la mise en batterie, la mise hors batterie et le transport, le mortier est monté sur des essieux à deux roues et fractionné en quatre voitures : voiture-pièces, voiture affût, voiture berceau et voiture plateforme. La conception de ces chariots est là aussi différente : au lieu de prendre des chariots standard avec un cadre simple reposant sur des essieux, Schneider conçut un système permettant de fixer des roues sur chaque élément de l'arme. Quoique cela permit de réduire le poids, le système se révéla fragile ne pouvant pas dépasser une vitesse de remorquage de 7 km/h. Bien que les versions ultérieures du système de transport inclussent des suspensions et des pneus, les problèmes inhérent au principe de remorquage ne furent jamais éradiqués.
À cet effet, chacune des parties du matériel est assemblée par l'avant à un essieu d'arrière train et par l'arrière à une fausse flèche   qui s'attache à un essieu d'avant train. L'ensemble constituant une voiture à quatre roues. Il existe pour chaque voiture deux timons métalliques : un timon court pour la traction automobile et un long pour la traction d'un attelage de quatre chevaux.

#### Voiture-canon
L'arrière train est formé par le corps du mortier (bouche à feu avec culasse) sous la volée duquel l'essieu est encastré et fixé par un assemblage rapide. Dans un encastrement de la partie inférieure du bloc de culasse est engagée la fausse flèche (qui s'attache à l'avant train).
Le poids total de la voiture constituée est de 4 916 kg :
- bouche à feu avec culasse : 3 936 kg ;
- essieu, roues, frein de roue, fausse flèche : 3 628 kg ;
- avant-train : 352 kg.

#### Voiture-berceau
L'arrière-train est formé par le corps du berceau (sur lequel sont restés assemblés le traîneau et les secteurs de pointage verrouillés), sous l'avant duquel l'essieu est encastré et fixé par un assemblage rapide.
Dans un encastrement arrière du berceau, est engagée la fausse flèche, qui s'attache sur l'avant -train.
Le poids total de la voiture constituée est de 4 830 kg :
- berceau, traîneau et secteur de pointage :3 874 kg ;
- essieu, roues, frein de roue, fausse flèche : 604 kg ;
- avant-train : 352 kg.

#### Voiture-affût
L'arrière-train est formé par le corps de l'affût, à l'avant duquel l'essieu est fixé par un assemblage rapide. Le bouclier, le chariot de chargement et la console de queue d'affût sont fixés entre les flasques de l'affût. Dans un encastrement de l'arrière de l'affût est engagée la fausse flèche, qui s'attache à l'avant-train.
Le poids total de la voiture constituée est de 4 460 kg :
- affût, bouclier et appareil de chargement : 3 453 kg ;
- essieu, roues, frein de roue, fausse flèche :655 kg ;
- avant-train : 352 kg.

#### Voiture-plateforme
L'arrière train est formé par la plateforme (volets de calage rabattus), à l'avant de laquelle l'essieu est encastré par un assemblage rapide. Dans un double encastrement de l'arrière de la plateforme est engagée la fausse flèche, qui s'attache à l'avant train.
Le poids total de la voiture constituée est de 5 090 kg :
- affut, bouclier et appareil de chargement : 4 153 kg ;
- essieu, roues, frein de roue, fausse flèche :585 kg ;
- avant train : 352 kg.

#### Chariot de parc
Ce chariot transporte les agrès nécessaire au montage/démontage de la pièce, ainsi que les accessoires divers. Ce chariot pèse environ  5 000 kg.

#### Mode de transport
Le train de voiture constituant le mortier peut être transporté en plusieurs modes :
- par la route (mode normal) : les voitures sont attelées derrière des tracteurs de type lourd Latil TAR (TAR pour tracteur d'artillerie roulant)[16] (timons courts) ou exceptionnellement traînées par des chevaux (timons longs) ;
- sur voie ferrée à écartement normal : chaque voiture est placée sur un truc   plat, timon enlevé ;
- sur voie ferrée de 60 cm : chaque voiture (roues enlevées) est placée sur deux wagonnets, les avant-trains, roues de l'arrière-train, les fausses flèches et les timons sont transportés à part.

### Peloton de pièce
La manœuvre est exécutée par un peloton de pièce composé d'un chef de pièce et de 12 servants.
À droite de la pièce se trouve (dans l'ordre des positions) :
- le pointeur tireur : donne la dérive, l'angle de site, la hausse, pointe en direction, en hausse et met le feu à la pièce ;
- le chargeur gauche : manœuvre le chariot, refoule le projectile, et s'occupe de charger les gargousses dans la pièce ;
- le pourvoyeur gauche : s'occupe des gargousses et de manœuvrer la potence ;
- un manœuvre : (uniquement présent si le système de visée est le viseur pour pièce de gros calibre) manœuvre la potence, place le projectile sur le chariot de chargement, amène les projectiles et gargousses à la pièce, secondé par les pourvoyeurs ;
- le 1er auxiliaire de gauche : amène les projectiles et gargousses à la pièce, préparés par l'artificier ;
- le 2e auxiliaire de gauche : amène les projectiles et gargousses à la pièce, préparés par l'artificier.

À gauche de la pièce se trouve (dans l'ordre des positions) :
- l'aide culassier : aide le culassier sur le levier de relevage rapide et de culasse. Porte et donne les étoupilles au culassier ;
- le culassier : s'occupe du levier de commande des verrous du mécanisme de relevage rapide (étant donné que la pièce se charge à l'horizontale), ouvre et ferme la culasse, amorce la pièce avec des étoupilles et, après le chargement, libère le chariot de chargement et le berceau ;
- le chargeur de droite : manœuvre le chariot et refoule le projectile ;
- le pourvoyeur de droite : s'occupe des projectiles sur le chariot ;
- le 1er auxiliaire de droite : amène les projectiles et gargousses à la pièce, préparés par l'artificier ;
- le 2e auxiliaire de droite : amène les projectiles et gargousses à la pièce, préparés par l'artificier.

Le chef de pièce dirige et surveille l'ensemble des différentes manœuvres (service de la pièce, contrôle des munitions, contrôle du pointage, du fonctionnement du matériel, des longueurs de recul, calage de la pièce, etc.). Il est secondé par le pointeur-tireur et le culassier, qui sont les chefs de manœuvre de chaque côté. Un artificier présent au magasin à l'arrière, aidé par les quatre auxiliaires, s'occupe du lotissement des obus, des fusées, des gargousses, de leur comptabilité, de leur entretien, de l'amorçage des explosifs, et de la confection des charges.

### Munitions
Le 280 mm peut tirer trois types de munitions :
| Munition                 | Description                                                                                            | Poids total | Poids charge offensive | Vélocité    | Fusée et détonateur                                                                                          |
| ------------------------ | --- | ----------- | ---------------------- | ----------- | --- |
| Obus type AT modèle 1914 | Obus explosif en acier à amorçage de tête. Explosion à l'impact                                        | 205 kg      | 63,6 kg d'explosif     | 178–418 m/s | Détonateur de 40 mm Mle 1895 Fusée percutante de 30/45 mm type S.M. (de siège et montagne) Mle 1878-1881 M15 |
| Obus type FA modèle 1915 | Obus explosif en fonte aciérée à amorçage de tête. Explosion à l'impact                                | 205 kg      | 36,3 kg d'explosif     | 178–418 m/s | Détonateur de 40 mm Mle 1895 Fusée percutante de 30/45 mm type S.M. (de siège et montagne) Mle 1878-1881 M15 |
| Obus type AC modèle 1915 | Obus explosif en acier à amorçage de culot. Celui-ci explose après avoir profondément pénétré sa cible | 275 kg      | 51,5 kg d'explosif     | 196–315 m/s | Fusée percutante détonateur de culot Mle 1915 type sans retard ou avec retard (0,25 / 0,35 et 0,50 seconde)  |

## Au combat

### Première Guerre mondiale
Au début, ces armes furent déployées en batterie de deux mortiers, puis trois par la suite.

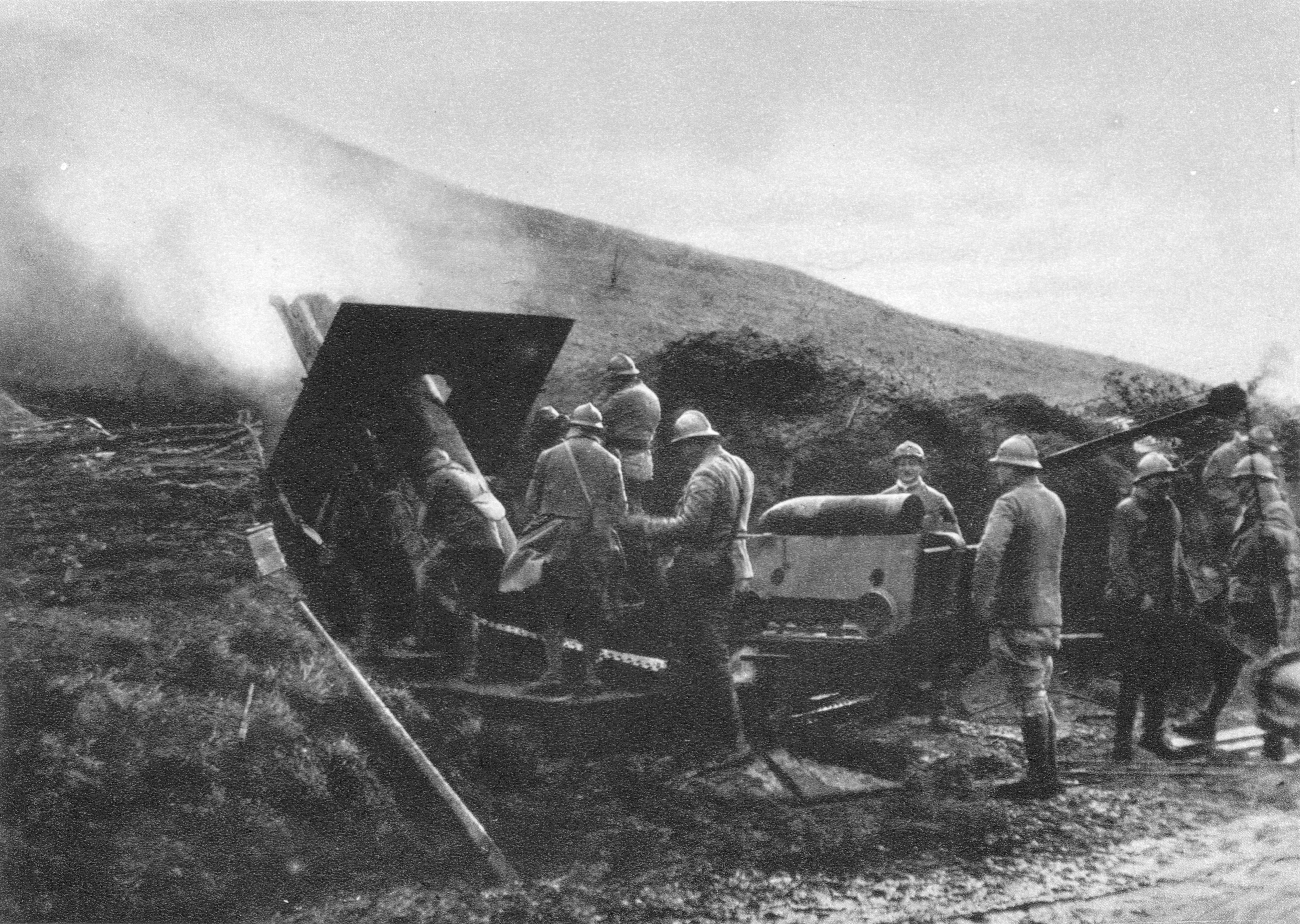
Mortier de 280 mm français ouvrant le feu sur les positions allemandes (Aspach (Haut-Rhin), 23 février 1918).

Le Schneider 280 mm fut utilisé pour la première fois au combat à Verdun en avril 1916, contre les fortifications allemandes et pour des tirs de contre-batterie. La contre-attaque sur le fort de Douaumont en mai 1916 démontra que ses obus de 280 mm étaient incapables de pénétrer des fortifications modernes, comme l'avait déjà démontré les essais de 1912. Néanmoins, même la Grosse Bertha (Dicke Berthe) avec ses projectiles de 420 mm n'eurent pas plus d'effets.
Avant la fin de la guerre, 126 mortiers Schneider de 280 mm furent livrés à l'Armée française et 26 aux Russes avant la Révolution de 1917. En addition, 25 exemplaires furent installés sur des châssis chenillés Saint-Chamond pour être désignés « Saint-Chamond mortier de 280 sur chenilles », ouvrant ainsi la voie de l'artillerie automotrice.

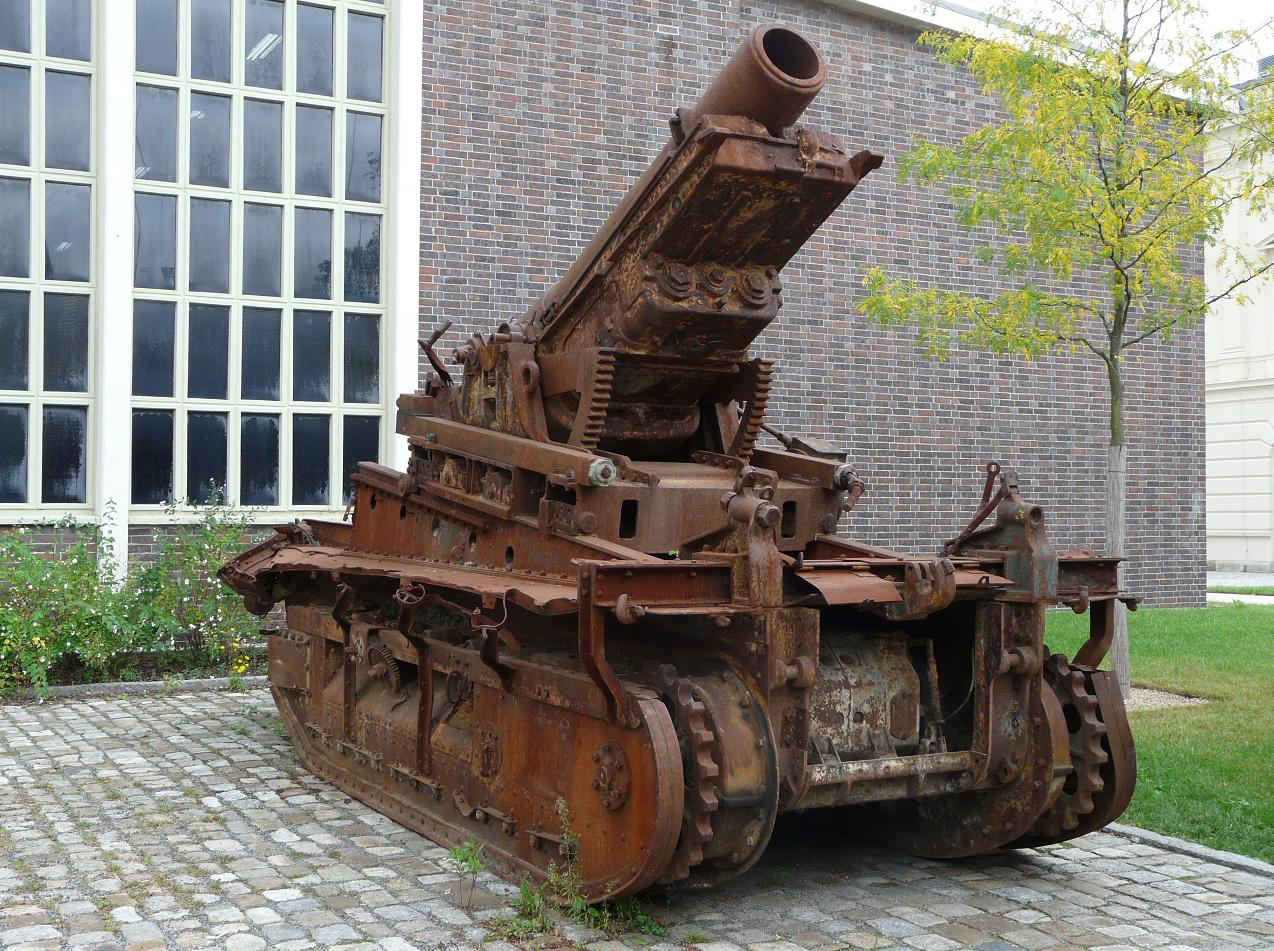
Saint-Chamond mortier de 280 mm sur chenilles exposé au Musée d'histoire militaire de Dresde.

Cette pièce d'artillerie fut un atout précieux durant la phase statique de la Guerre mais devint vite moins utile lorsque la guerre plus mobile à la fin 1918.

### Seconde Guerre mondiale

#### En France
Toujours présent dans l'inventaire français au déclenchement de la bataille de France en 1940, le mortier Schneider de 280 mm était en dotation au sein du 166e régiment d'artillerie de position (sur la ligne Maginot) et mis en œuvre au sein des 171e et 172e régiments d'artillerie lourde à grande puissance (RALGP), organisés lors de la mobilisation avec quatre groupes à deux batteries de quatre pièces soit un total de 32 mortiers en ligne.
Le Schneider 280 mm fut employés avec succès contre les Italiens durant les combats contre le fort du mont Chaberton. En 1940, le fort italien du Chaberton, perché à 3 130 m d'altitude au-dessus de Briançon fut une des préoccupations majeures du commandement français. Le Chaberton fut construit à partir de 1891. Il comprenait une caserne de 13 × 18 m, surmontée de huit tours d'artillerie. Chaque tour était armée d'un canon de 149 mm/35 (longueur officielle de 35 calibres, mais réellement 36 calibres pour augmenter la portée et atteindre Briançon}.
Les Français construisirent un observatoire cuirassé dans l'ouvrage du Janus ainsi que deux observatoires de campagne pour surveiller le Chaberton. Quatre positions de campagne pour mortier de 280 mm furent établies à contre-pente. Deux pièces étaient installées au Poët Moran et les deux autres à l'Ayrette sous les ordres du lieutenant Miguet, hors de vue des observateurs italiens.
Dans l'après-midi du 21 juin 1940, les quatre mortiers de 280 mm ouvrirent le feu sur le Chaberton. Le temps était nuageux, profitant de chaque éclaircie, les observateurs réglèrent le tir sur les tourelles du fort. Le premier tir fut trop court mais le deuxième détruisit le téléphérique du Chaberton et tous les autres atteignirent leur but. Les Italiens tentèrent de riposter mais les tourelles furent très vite endommagées.

#### Front de l'Est
En juin 1941, l'Armée rouge possédait encore 25 mortiers 280 mm mle 1914. Les 72 exemplaires français capturés par les Allemands, désignés 28 cm Mrs. 601 (f) seront utilisés sur le front russe, notamment durant le siège de Leningrad en 1943 et 1944.

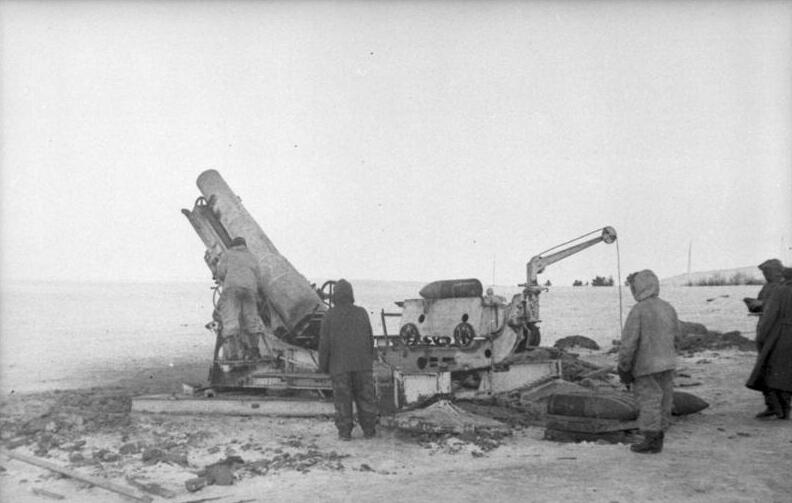
Mortier Schneider de 280 mm utilisé par l'Armée allemande sur le front de l'Est (Union soviétique, janvier 1944).

## Survivant
Le dernier exemplaire connu de mortier de 280 modèle 1914 Schneider est visible en Pologne, au Musée de technologique militaire de Varsovie.

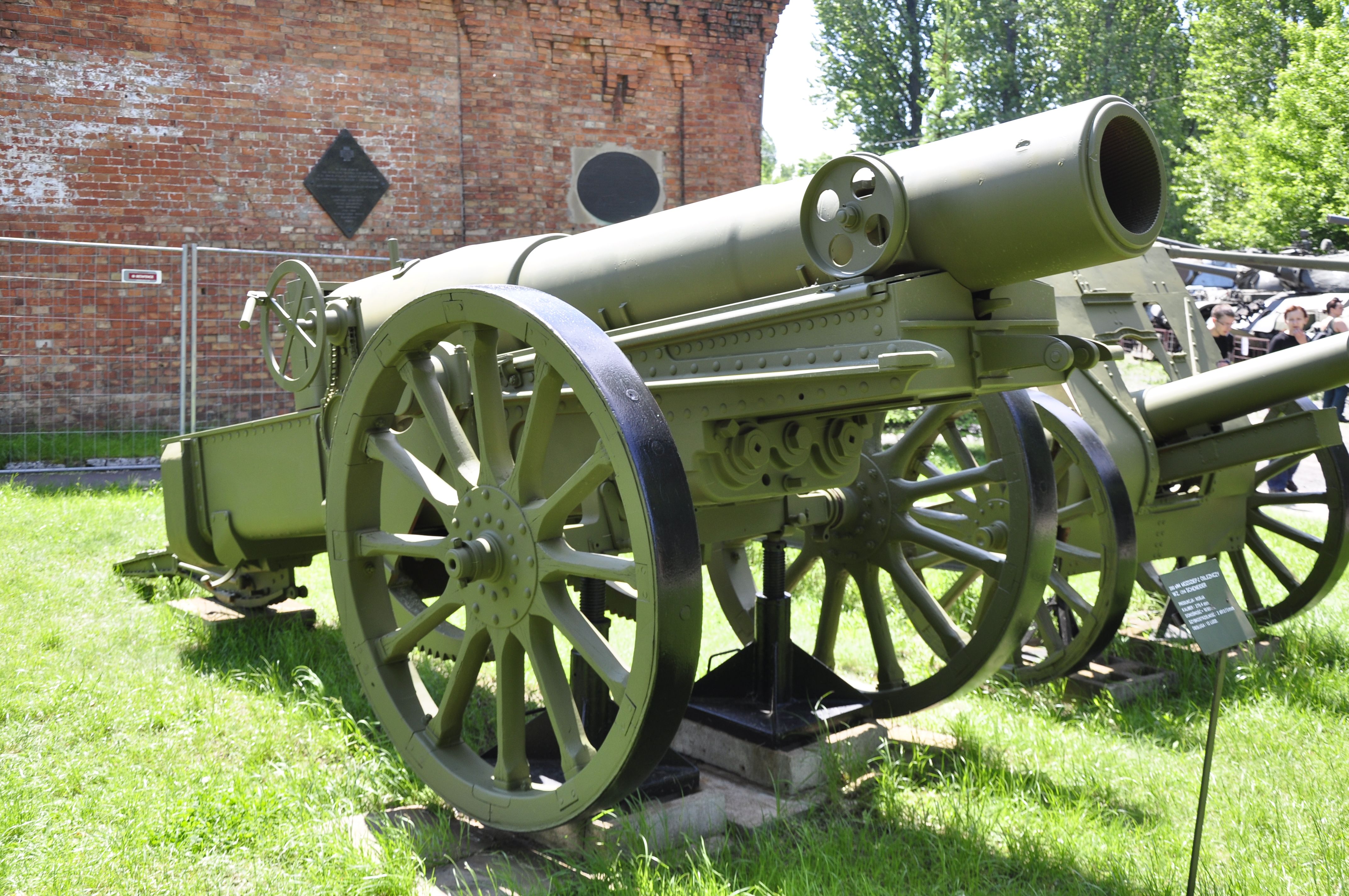
Vue générale du mortier 280 mm exposé à Varsovie. Il s'agit d'un modèle destiné à l'Armée russe.
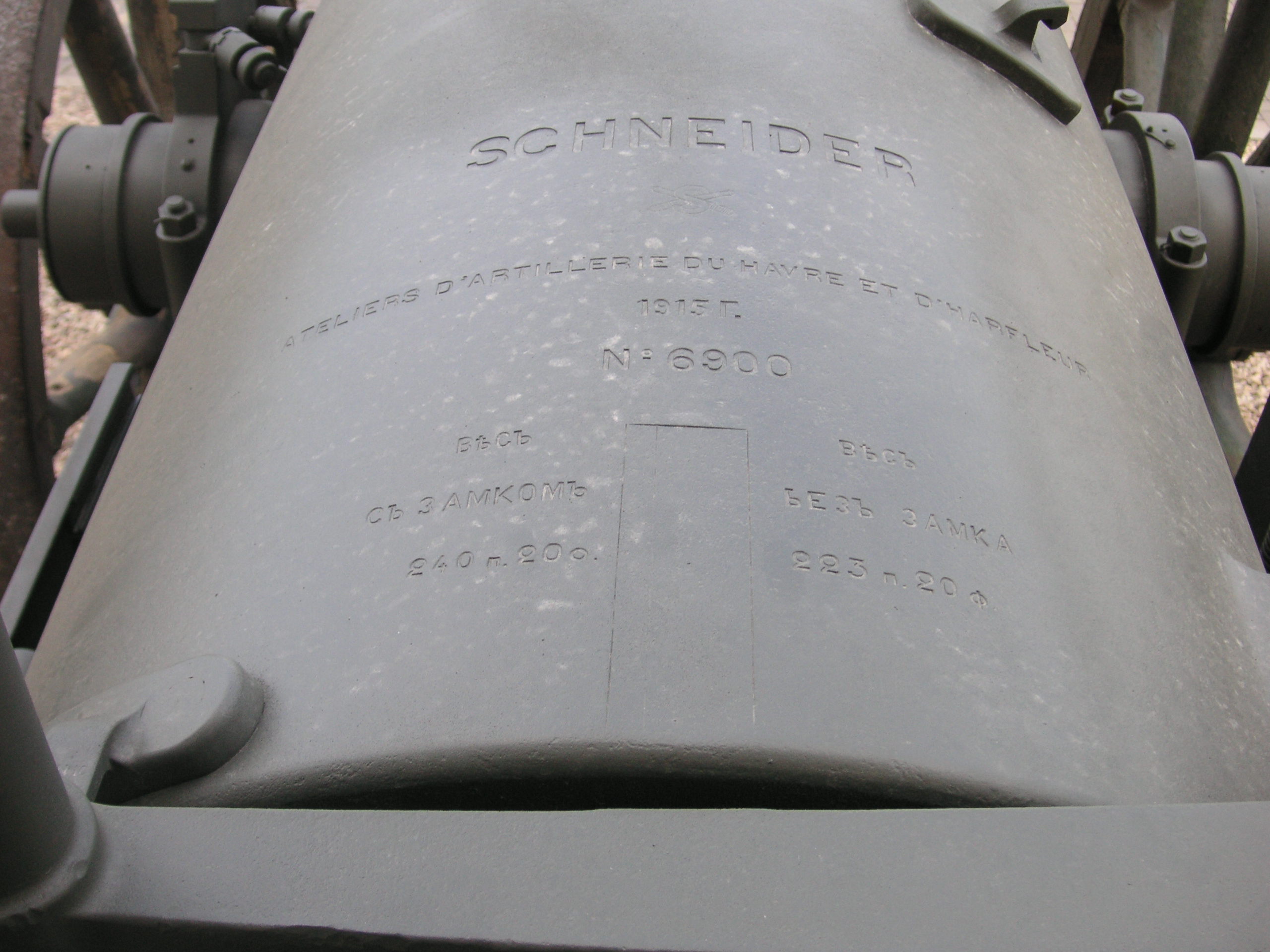
Détail de ses inscriptions visibles sur le tube.
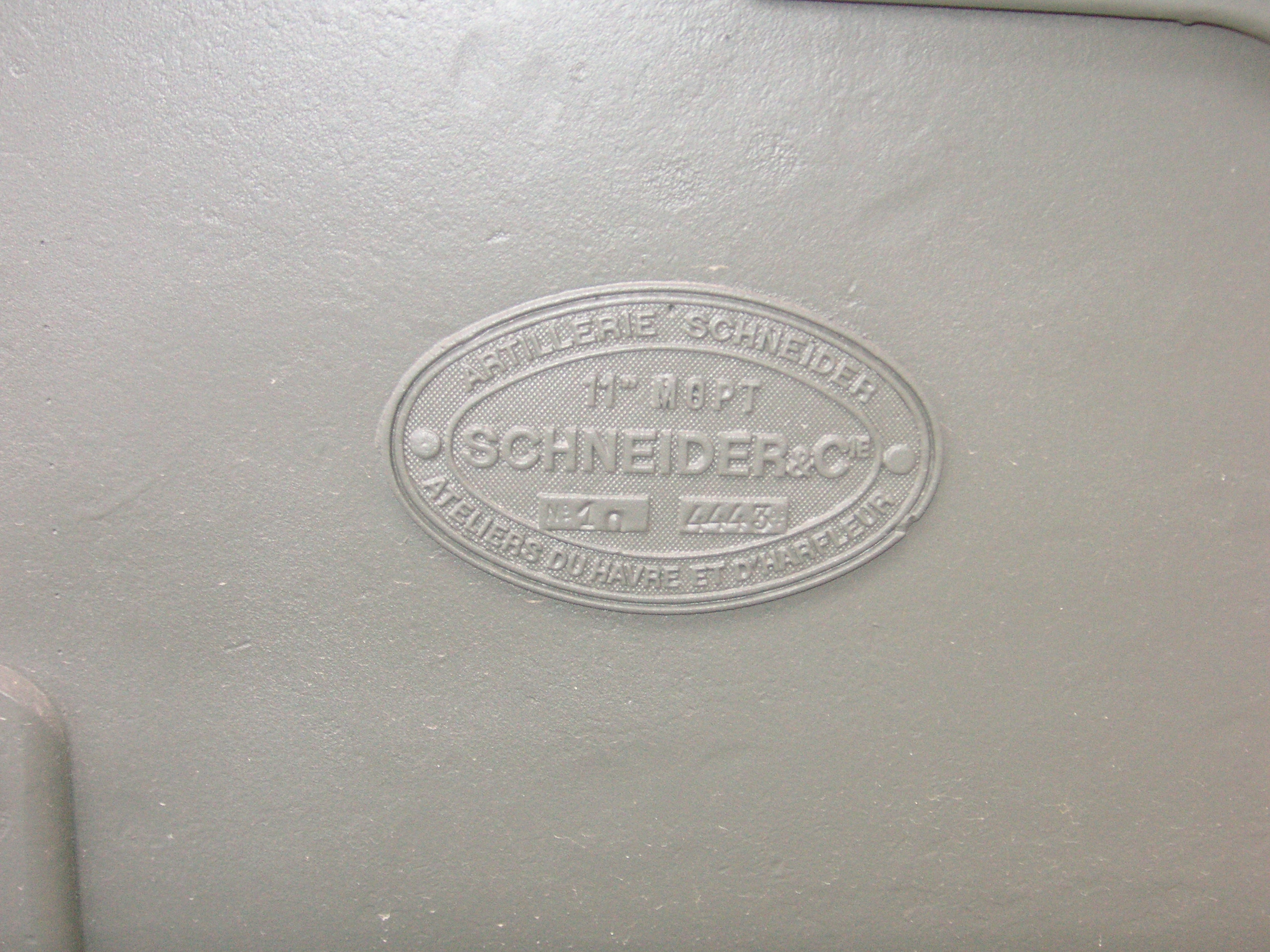
Détail de la plaque d'usine avec no  de série et lieu de production